# جاستن دويل
جاستن دويل (بالإنجليزية: Justin Doyle)‏ هو لاعب دوري الرغبي أسترالي، ولد في 6 أبريل 1978 في آرمدال في أستراليا.